# Заболотский сельсовет (Рогачёвский район)
Заболотский сельсовет — административная единица на территории Рогачёвского района Гомельской области Республики Беларусь.  Административный центр — агрогородок Заболотье.

## История
16 декабря 2009 года в состав Заболотского сельсовета включены населённые пункты упразднённого Лучинского сельсовета: Альсагорка, Лучин и Сверков.
12 июля 2015 года посёлок Сверков упразднён. 28 января 2015 года упразднена деревня Садовая.

## Состав
Заболотский сельсовет включает 11 населённых пунктов:
- Альсагорка — посёлок.
- Ёлки — деревня.
- Заболотье — агрогородок.
- Зелёный Дуб — посёлок.
- Ключи — посёлок.
- Лучин — агрогородок.
- Миньков — деревня.
- Осинники — деревня.
- Старый Мазолов — деревня.
- Широкий Рог — посёлок.
- Широкое — посёлок.

Упразднённые населённые пункты:
- Сверков — посёлок[2]
- Садовая — деревня[3]